# Javier Fernández del Moral
Javier Fernández del Moral (Madrid, 24 de marzo de 1947) es catedrático de periodismo especializado en la Universidad Complutense de Madrid (UCM), presidente de la Fundación Diálogos y miembro fundador de la Academia de las Ciencias y las Artes de la Televisión de España en 1997.

## Trayectoria docente
Desde 1975 imparte la asignatura de periodismo especializado del Grado en Periodismo de la Facultad de Ciencias de la Información (UCM), en la que fue decano. La materia de estudio se preocupa de los mensajes de los diferentes especialistas en el flujo de la comunicación de masas, tratando de que los diferentes conocimientos lleguen a los receptores de los mass media. Desde 2010 desarrolla docencia como tutor del módulo de periodismo multimedia en el Máster Oficial en Periodismo Multimedia Profesional (MUPMP) que se imparte en la misma facultad.

### Publicaciones e investigaciones
Durante su dedicación académica, ha participado o coordinado numerosas publicaciones e investigaciones en el ámbito de la comunicación como se refleja en el estudio El Estado de la Comunicación en España 2010 donde ha presentado el anuario como expresidente de la Asociación de Directivos de la Comunicación (Dircom) que analiza la formación, competencias y responsabilidades del profesional de la comunicación, así como su implicación y participación en el comité de dirección y en la estrategia de la organización. 
El análisis de la información televisiva. Hacia una medida de la calidad periodística responde al título del estudio académico coordinado por Fernández Del Moral y realizado por equipos de tres universidades –Complutense de Madrid, Pompeu Fabra de Barcelona y Universidad de Navarra– que ha planteado por primera vez en España un seguimiento de los informativos generalistas introduciendo el uso de procedimientos y variables de tipo cualitativo.
Como ponente ha disertado en el continente americano, concretamente en la Universidad del Norte (Colombia), sobre el reto digital que tienen actualmente las sociedades de la información ante el imperativo de digitalizar los contenidos informativos.

### Otros méritos
En 1995 fue jurado del Premio Príncipe de Asturias de Comunicación y Humanidades que acordó conceder el galardón a la Agencia EFE y al profesor José Luis López Aranguren.